# 테스프로티아현
테스프로티아현(Θεσπρωτία)은 그리스 이피로스 주에 있는 현이다. 중심 도시는 이구메니차이다. 테스프로티아는 북쪽으로 알바니아 국경과 맞닿아 있다. 인구와 면적 면에서 그리스의 현 가운데 규모가 작은 축에 든다.
현내 대부분의 지역은 산지로 되어 있다. 주요 농경지는 테스프로티아 중앙, 남부, 서부의 유역에 자리잡고 있다. 테스프로티아를 흐르는 칼라마스 강과 아헤론 강은 그리스 신화에 등장하기도 한다.
1996년에 그리스 4번 국도인 에그나티아 국도가 착공되었다. 이 도로는 이오니아해 연안과 테살로니키를 연결하며 2000년대 초에 완공되어 2004년에 개방되었다. 테스프로티아의 여타 주요 도로로는 그리스 19번 국도와 그리스 6번 국도가 있다.